# Хеггхейм, Хенрик
Хенрик Хеггхейм (норв. Henrik Heggheim; род. 22 апреля 2001, Ставангер) — норвежский футболист, защитник клуба «Брондбю».

## Клубная карьера
Хеггхейм — воспитанник клуба «Викинг». 1 июля 2020 года в матче против «Саннефьорда» он дебютировал в Типпелиге. Летом 2021 года Хеггхейм перешёл в датский «Брондбю», подписав контракт на четыре года. 24 октября в матче против «Копенгагена» он дебютировал в датской Суперлиге. 28 февраля 2022 года в поединке против «Сённерйюска» Хенрик забил свой первый гол за «Брондбю».
В начале 2023 года Хеггхейм был арендован «Волеренгой». 10 апреля в матче против «Олесунна» он дебютировал за новую команду.